# Lucas Ariel Rodríguez
Lucas Rodríguez, también conocido como Tití Rodríguez (Buenos Aires, Argentina, 27 de abril de 1997), es un futbolista argentino. Se desempeña como mediocampista ofensivo y su equipo es el Querétaro Fútbol Club, de la Primera División de México.

## Trayectoria
Lucas Rodríguez llegó a Estudiantes de La Plata en 2010, cuando tenía 13 años. El 10 de julio de 2015 debutó oficialmente en la Primera División Argentina en un partido contra San Martín de San Juan, ingresando en el minuto 79 con la dorsal número 35.
En el año 2019 fue cedido al DC United firmando una buena temporada con 7 goles y 3 asistencias.
En el año 2020, regresó a Estudiantes de la Plata, siendo habitualmente titular. En 2022 se fue en condición de libre al Tijuana de la liga mexicana.
Se caracteriza por ser un jugador polifuncional pudiendo jugar tanto de interior, como de enganche o incluso de centrocampista. También ha jugado de lateral o carrilero. Se destaca por su buen regate.

## Estadísticas

### Clubes
Actualizado hasta su último partido disputado el 17 de agosto de 2025.
| Club                              | Div.          | Temporada     | Liga  | Liga  | Liga   | Copas nacionales | Copas nacionales | Copas nacionales | Torneos internacionales | Torneos internacionales | Torneos internacionales | Total | Total | Total  |
| Club                              | Div.          | Temporada     | Part. | Goles | Asist. | Part.            | Goles            | Asist.           | Part.                   | Goles                   | Asist.                  | Part. | Goles | Asist. |
| --------------------------------- | ------------- | ------------- | ----- | ----- | ------ | ---------------- | ---------------- | ---------------- | ----------------------- | ----------------------- | ----------------------- | ----- | ----- | ------ |
| Estudiantes de La Plata Argentina | 1ª            | 2015          | 11    | 3     | 1      | 2                | 0                | 0                | —                       | —                       | —                       | 13    | 3     | 1      |
| Estudiantes de La Plata Argentina | 1ª            | 2016          | 10    | 0     | 0      | —                | —                | —                | —                       | —                       | —                       | 10    | 0     | 0      |
| Estudiantes de La Plata Argentina | 1ª            | 2016-17       | 26    | 3     | 3      | 4                | 2                | 0                | 6                       | 0                       | 0                       | 36    | 5     | 3      |
| Estudiantes de La Plata Argentina | 1ª            | 2017-18       | 22    | 1     | 1      | —                | —                | —                | 10                      | 1                       | 0                       | 32    | 2     | 1      |
| Estudiantes de La Plata Argentina | 1ª            | 2018-19       | 15    | 0     | 0      | 3                | 1                | 0                | 2                       | 1                       | 0                       | 20    | 2     | 0      |
| D. C. United Estados Unidos       | 1ª            | 2019          | 34    | 7     | 3      | 2                | 0                | 0                | —                       | —                       | —                       | 36    | 7     | 3      |
| D. C. United Estados Unidos       | Total club    | Total club    | 34    | 7     | 3      | 2                | 0                | 0                | 0                       | 0                       | 0                       | 36    | 7     | 3      |
| Estudiantes de La Plata Argentina | 1ª            | 2019-20       | 7     | 0     | 0      | 1                | 0                | 0                | —                       | —                       | —                       | 8     | 0     | 0      |
| Estudiantes de La Plata Argentina | 1ª            | 2020          | —     | —     | —      | 10               | 1                | 0                | —                       | —                       | —                       | 10    | 1     | 0      |
| Estudiantes de La Plata Argentina | 1ª            | 2021          | —     | —     | —      | 10               | 1                | 0                | —                       | —                       | —                       | 10    | 1     | 0      |
| Estudiantes de La Plata Argentina | Total club    | Total club    | 91    | 7     | 5      | 30               | 5                | 0                | 18                      | 2                       | 0                       | 139   | 14    | 5      |
| Club Tijuana · México             | 1ª            | 2021-22       | 28    | 4     | 6      | —                | —                | —                | —                       | —                       | —                       | 28    | 4     | 6      |
| Club Tijuana · México             | 1ª            | 2022-23       | 28    | 6     | 2      | —                | —                | —                | —                       | —                       | —                       | 28    | 6     | 2      |
| Club Tijuana · México             | 1ª            | 2023-24       | 29    | 3     | 5      | —                | —                | —                | 2                       | 0                       | 0                       | 31    | 3     | 5      |
| Club Tijuana · México             | Total club    | Total club    | 85    | 13    | 13     | 0                | 0                | 0                | 2                       | 0                       | 0                       | 87    | 13    | 13     |
| Querétaro F. C. · México          | 1ª            | 2024-25       | 29    | 2     | 2      | —                | —                | —                | 2                       | 0                       | 0                       | 31    | 2     | 2      |
| Querétaro F. C. · México          | 1ª            | 2025-26       | 5     | 1     | 1      | —                | —                | —                | 2                       | 0                       | 0                       | 7     | 1     | 1      |
| Querétaro F. C. · México          | Total club    | Total club    | 34    | 3     | 3      | 0                | 0                | 0                | 4                       | 0                       | 0                       | 38    | 3     | 3      |
| Total carrera                     | Total carrera | Total carrera | 244   | 30    | 24     | 32               | 5                | 0                | 24                      | 2                       | 0                       | 300   | 37    | 24     |
| 1. 2. 3.                          |               |               |       |       |        |                  |                  |                  |                         |                         |                         |       |       |        |